# (9288) 1981 EV46
(9288) 1981 EV46 — астероїд головного поясу, відкритий 2 березня 1981 року.
Тіссеранів параметр щодо Юпітера — 3,655.